# Liste des lieux patrimoniaux du comté de Sunbury
Liste des lieux patrimoniaux du comté de Sunbury au Nouveau-Brunswick inscrit au répertoire des lieux patrimoniaux du Canada.

## Liste
- Haut – A
- B
- C
- D
- E
- F
- G
- H
- I
- J
- K
- L
- M
- N
- O
- P
- Q
- R
- S
- T
- U
- V
- W
- X
- Y
- Z

| [ 1 ] | Lieu patrimonial                     | Illustration | Communauté   | Adresse                  | Coordonnées          | No    | Constr. | Prot.       | Rec.              | Notes |
| ----- | ------------------------------------ | ------------ | ------------ | ------------------------ | -------------------- | ----- | ------- | ----------- | ----------------- | ----- |
| F     | Bâtiment de caserne                  | Téléverser   | BFC Gagetown | Promenade Dufferin (H21) | 45.838069 -66.448213 | 15391 |         | ÉFP reconnu | 25 mai 2006       |       |
| F     | Bâtiment de caserne                  | Téléverser   | BFC Gagetown | Promenade Dufferin (H23) | 45.839444 -66.448299 | 15364 |         | ÉFP reconnu | 25 mai 2006       |       |
| F     | Manège militaire                     | Téléverser   | BFC Gagetown | BFC Gagetown (D15)       | 45.845767 -66.455914 | 10894 |         | ÉFP reconnu | 22 avril 2004     |       |
| F     | Manège militaire                     | Téléverser   | BFC Gagetown | Avenue Saint-Jean (H12)  | 45.838794 -66.452443 | 10892 |         | ÉFP reconnu | 22 avril 2004     |       |
| F     | Quartier des caporaux et des soldats | Téléverser   | BFC Gagetown | Croissant Cartier (D23)  | 45.845453 -66.448191 | 15386 |         | ÉFP reconnu | 25 mai 2006       |       |
| F     | Maison Belmont / Maison R. Wilmot    | Téléverser   | Lincoln      |                          | 45.871411 -66.515586 | 1192  |         | LHN         | 28 novembre 1975  |       |
| F     | Bâtiment 2                           | Téléverser   | Maugerville  | Route 10                 | 45.99154 -66.36158   | 4368  |         | ÉFP reconnu | 19 septembre 1996 |       |
| F     | Bâtiment 8                           | Téléverser   | Maugerville  | 2325, route 10           | 45.99245 -66.36154   | 4371  |         | ÉFP reconnu | 19 septembre 1996 |       |
| F     | Bâtiment 10                          | Téléverser   | Maugerville  | Route 10                 | 45.99261 -66.3616    | 4373  |         | ÉFP reconnu | 19 septembre 1996 |       |
| F     | Bâtiment 11                          | Téléverser   | Maugerville  | Route 10                 | 45.99281 -66.36155   | 4372  |         | ÉFP reconnu | 19 septembre 1996 |       |
| F     | Bâtiment 12                          | Téléverser   | Maugerville  | Route 10                 | 45.99308 -66.36168   | 4369  |         | ÉFP reconnu | 19 septembre 1996 |       |
| F     | Bâtiment 15                          | Téléverser   | Maugerville  | Route 10                 | 45.99194 -66.36272   | 3152  |         | ÉFP reconnu | 19 septembre 1996 |       |
| F     | Église anglicane Christ Church       | Téléverser   | Maugerville  |                          | 45.871298 -66.446321 | 12026 |         | LHN         | 23 février 1990   |       |
| L     | Cénotaphe d'Oromocto                 | Téléverser   | Oromocto     | Avenue MacDonald         | 45.85089 -66.47430   | 18392 |         | LHL         | 18 juin 2009      |       |
| L     | Église et cimetière St. John's       | Téléverser   | Oromocto     | 60, chemin Broad         | 45.84966 -66.47245   | 18389 |         | LHL         | 18 juin 2009      |       |
| L     | Maison George Brown                  | Téléverser   | Oromocto     | 325, avenue MacDonald    | 45.84880 -66.48337   | 18391 |         | LHL         | 18 juin 2009      |       |
| P     | Maison Burpee-Bridges                | Téléverser   | Sheffield    | 211, route 105           | 45.88535 -66.35976   | 5837  |         | LPP         | 21 avril 1995     |       |